# Cable Bowden

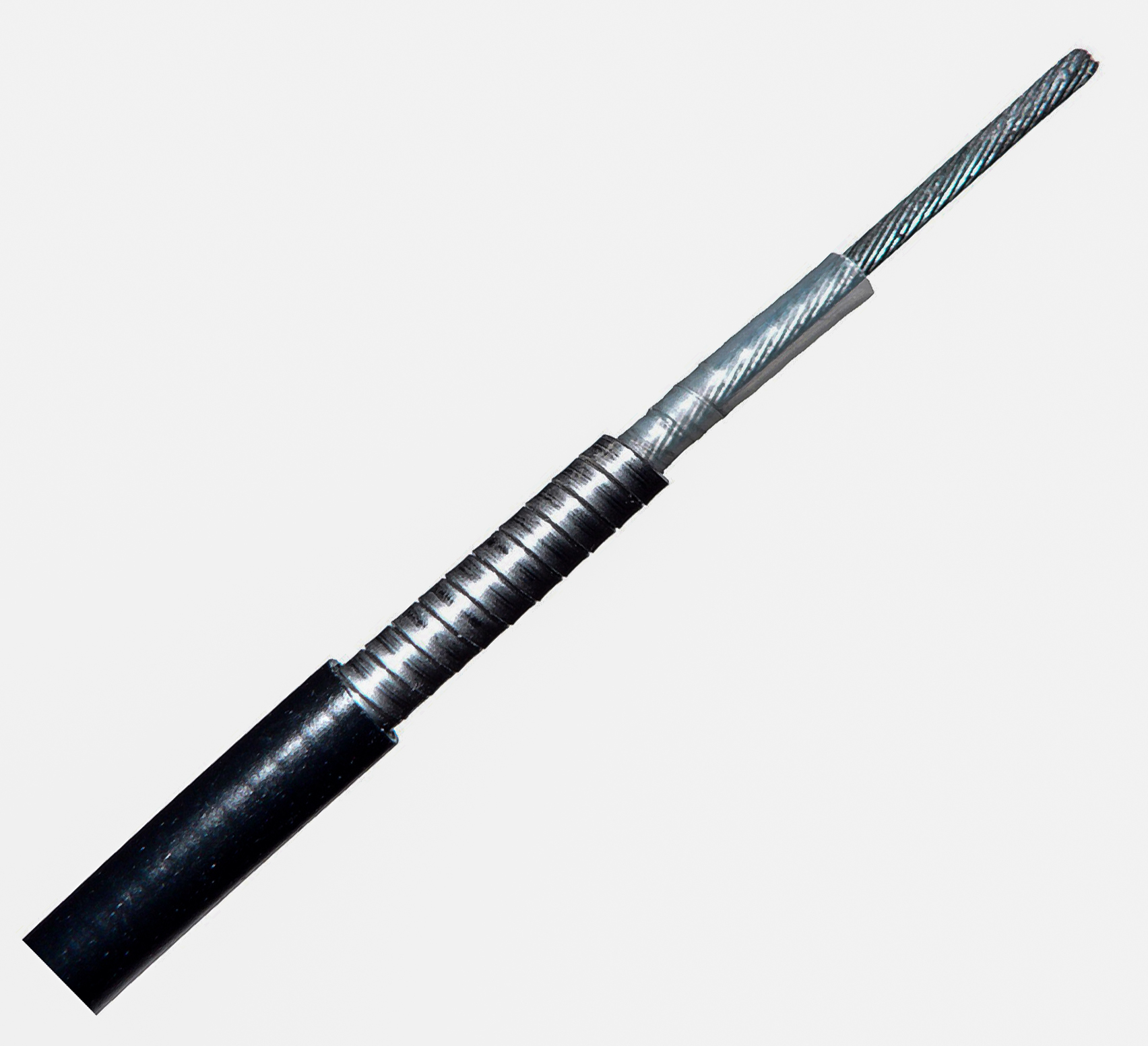
Vista retallada del cable Bowden. D'esquerra a dreta: recobriment de plàstic protector, estructura d'acer, màniga interior per reduir la fricció, cable interior.

El cable Bowden és un sistema de transmissió de moviment flexible, en mecànica, inventat el 1902 per Frank Bowden de la Raleigh Bicycle Company .
Consisteix en un cable flexible, generalment d'acer trenat, lliscant dins d'una una funda flexible. Els dos extrems del cable estan proveïts d'una peça extremada enrotllada o cargolada, i connecten un component mecànic, sovint una palanca, com la palanca de fre d'una bicicleta, a un altre, la pinça de fre, per exemple.
La funda, formada per una molla amb voltes contigües, s'embolica amb una funda de cotó o plàstic. Els dos extrems de la funda es fixen en topes perforats que permeten el lliscament del cable.

## Història

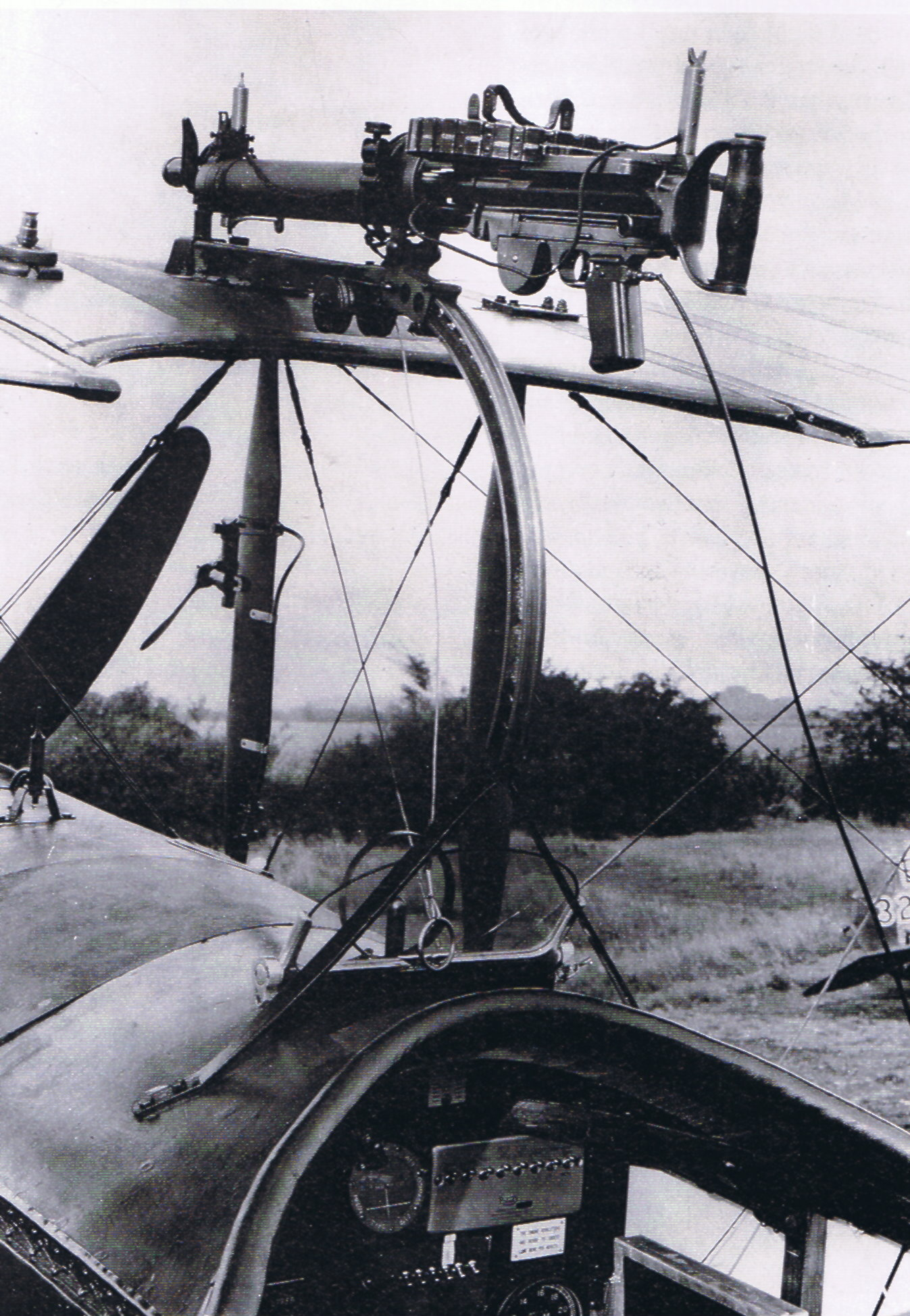
Una metralladora Lewis de 1918 sobre un muntatge Foster instal·lat en un Avro 504 K Night Fighter. El disparador s'acciona amb un cable Bowden

L'origen i la invenció del cable de Bowden estan oberts a certa disputa, confusió i mite. La invenció del cable Bowden s'ha atribuït popularment a Sir Frank Bowden, fundador i propietari de la Raleigh Bicycle Company que, cap a l'any 1902, tenia fama d'haver començat a substituir les varetes rígides utilitzades per als frens per un cable enrotllat flexible, però no hi ha proves d'això. existeix. El mecanisme Bowden va ser inventat per l'irlandès Ernest Monnington Bowden (1860 al 3 d'abril de 1904) de 35 Bedford Place, Londres, WC La primera patent es va concedir el 1896 (patent anglesa 25.325 i patent dels EUA). No. 609.570), i la invenció es va informar a l'Automotor Journal de 1897 on l'adreça de Bowden es va donar com 9 Fopstone Rd, Earls Court. No se sap que els dos Bowden estiguin estretament relacionats.
L'element principal d'això era un tub flexible (fet de filferro enrotllat dur i fixat a cada extrem) que contenia una longitud de cable de filferro fi que podia lliscar dins del tub, transmetent directament els moviments d'estirament, empènyer o girar a la corda des d'un extrem. a l'altre sense necessitat de politges o juntes flexibles. El cable estava especialment dissenyat per utilitzar-lo juntament amb els frens de la bicicleta. El Bowden Brake es va llançar enmig d'una ràfega d'entusiasme a la premsa de cicle el 1896. Consistia en un estrep, tirat cap amunt pel cable d'una palanca muntada al manillar, amb coixinets de goma que actuaven contra la llanda de la roda posterior. En aquesta data, les bicicletes eren de roda fixa (sense roda lliure), i s'ofereix una frenada addicional mitjançant un fre d'èmbol que pressiona el pneumàtic davanter. El Bowden oferia encara una potència de frenada addicional i era prou nou com per atreure als motoristes que menyspreaven la disposició de l'èmbol, que era pesada i potencialment perjudicial per al pneumàtic (car). El problema per a Bowden va ser el seu fracàs per desenvolupar xarxes de distribució efectives i el fre sovint es va instal·lar de manera incorrecta o inadequada, cosa que va fer que un bon nombre de queixes s'emetissin a la premsa. La seva aplicació més eficaç va ser en aquelles màquines equipades amb llantes d'acer del model Westwood que oferien superfícies planes de suport per a les pastilles de fre.

## Beneficis
- lleugeresa
- cost assequible
- facilitat d'ús

## Desavantatges
- necessitat de lubricació
- recollida de pols als seus extrems
- possibilitat de trencament o grip (cable esquinçat, funda trencada, congelació)
- extensibilitat (fa que l'ordre sigui esponjosa)

## Variants
- La funda es pot interrompre en part del recorregut del cable, si hi ha una zona recta, de forma i longitud fixes, com en el cas dels cables al llarg del bastidor de les bicicletes. Aleshores, el cable passa pel nu entre dos topes perforats. L'objectiu és reduir la longitud de la funda a la seva més estricta necessitat, on el cable no té un camí recte, de manera que el control sigui menys esponjós.
- En alguns casos, pot haver-hi un canvi en la direcció del cable mitjançant una politja
- L'ajust de la longitud relativa del cable amb relació a la funda es pot dur a terme mitjançant un tensor, sovint situat en un extrem de la funda, format per un cargol buit i una femella de bloqueig, o pel moviment d'un extrem cargolat.

## Usos

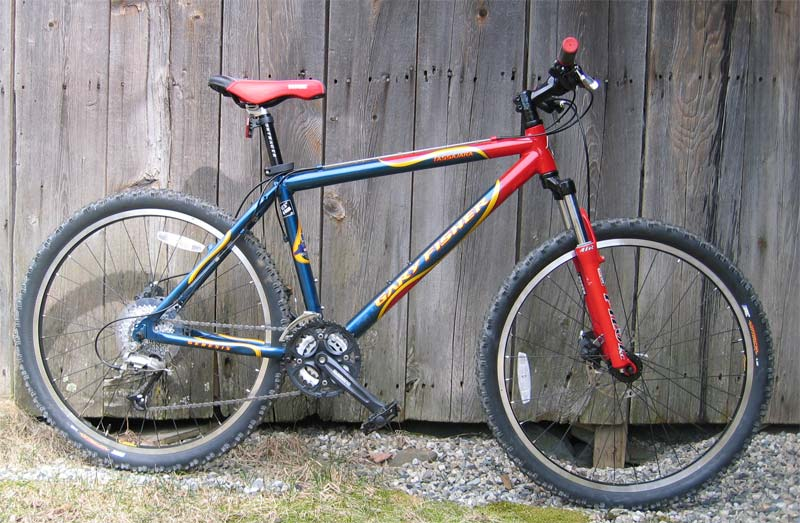
Una bicicleta de muntanya on es poden veure clarament diversos cables de Bowden. Podem veure, caminant sobre el tub horitzontal del marc, un cable nu.

- Enllaç del pedal als pianos elèctrics Wurlitzer
- Frens de bicicleta i cables de canvi de marxes
- Cables d'obturador fotogràfics
- Embragatge d' automòbil, control d'acceleració / creuer, fre d'emergència i diversos cables d'alliberament del pestell
- Controls del motor de l'aeronau, inclòs el control d'acceleració, el pas de l'hèlix o RPM, la barreja de combustible, la calor del carburador i les aletes de la capota
- Cables de l'accelerador, de l'embragatge i (ara rarament) de la moto
- Superfícies de control en avions petits[5]
- Hi-hats remots en kits de bateria
- Accionar el ganxo del dispositiu terminal als braços protèsics
- Accelerador de la talladora de gespa i interruptor d'home mort
- Enclavament en aparells elèctrics
- Activació del disparador per a metralladores localitzades de forma remota als tancs francesos Char B1 bis de la dècada de 1930 i per al trípode DISA utilitzat amb la metralladora Madsen.
- Moltes impressores 3D del tipus que extrueixen filaments de plàstic utilitzen una " extrusora Bowden " per alimentar el filament a través d'un tub, normalment PTFE (" tefló ") per minimitzar la fricció, fins a l'"extrem calent " on es fon i es diposita. a través d'un broquet. Això té l'avantatge de desplaçar la massa del mecanisme de l'extrusora i del motor pas a pas de l'extrem calent mòbil a un suport fix al marc de la impressora, permetent una major velocitat i precisió d'impressió.
- Eixos d'accionament flexibles per a eines múltiples rotatives de tipus " Dremel ", accessoris de rectificadora de matriu per a rectificadores de banc i similars